# Nils Allègre
Nils Allègre (* 2. Januar 1994 in Briançon) ist ein französischer Skirennläufer. Er ist besonders in den Disziplinen Abfahrt und Super-G erfolgreich.

## Biografie

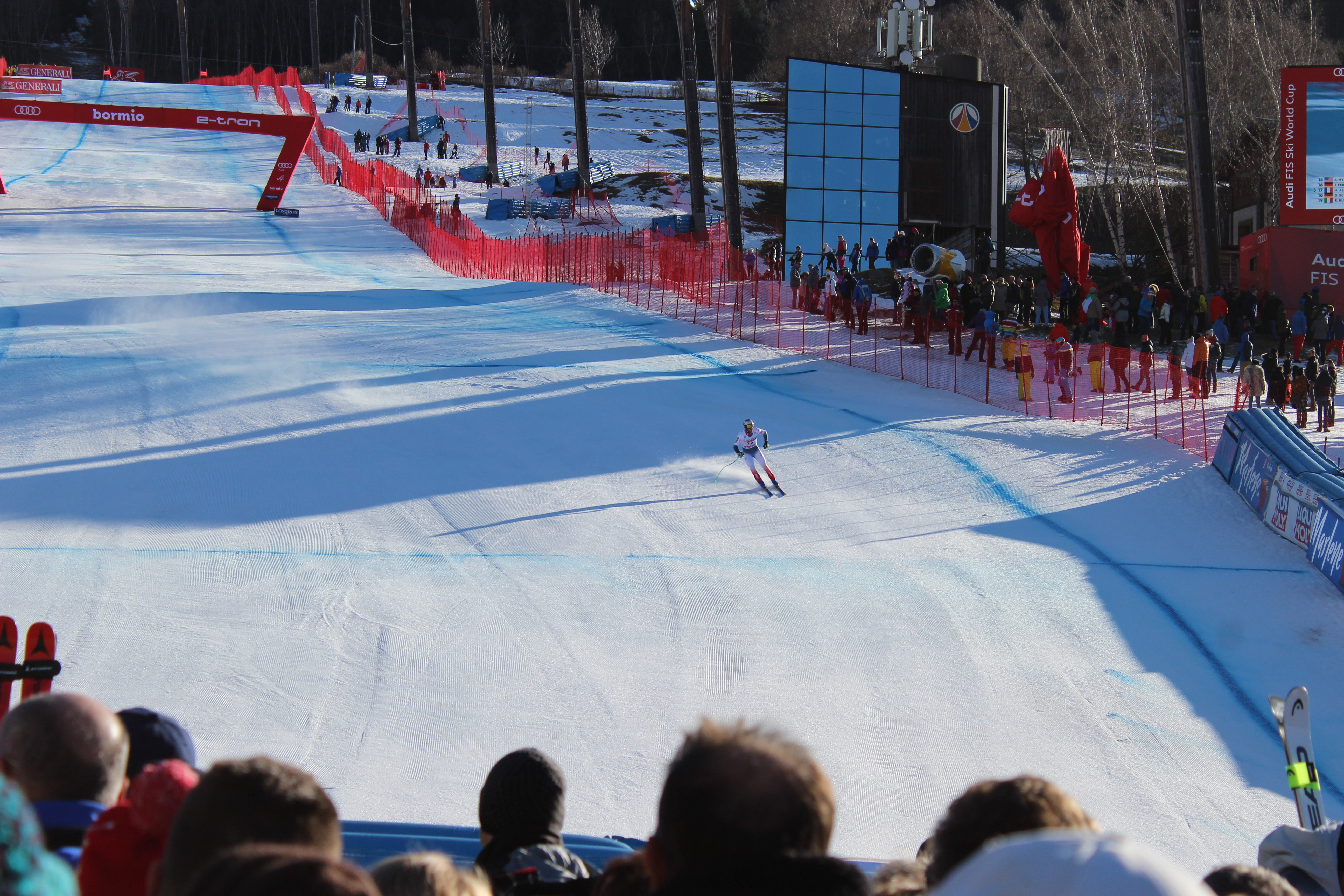
Nils Allègre in Bormio 2019

Ab November 2009 nahm Allègre im Alter von 15 Jahren an FIS-Rennen und nationalen Meisterschaften teil, im März 2010 errang er den französischen Super-G-Juniorenmeistertitel. Er war im Februar 2011 Teilnehmer des Europäischen Olympischen Jugendfestivals in Liberec, wo er im Riesenslalom den fünften Platz belegte. Nachdem er ab Dezember 2011 erstmals im Europacup angetreten war, folgte einen Monat später der erste Sieg in einem FIS-Rennen. Bei der Winter-Universiade 2013 im Trentino erzielte Allègre mit den Plätzen 5 und 7 in Abfahrt und Super-G für gute Ergebnisse. Hingegen fuhr er im Europacup mehrere Jahre lang nur sporadisch in die Punkteränge. Dennoch gab er am 26. Oktober 2014 beim Riesenslalom von Sölden sein Weltcup-Debüt; mit Platz 51 verpasste er den zweiten Durchgang deutlich.
Im Dezember 2015 fuhr Allègre in einem Europacuprennen zum ersten Mal unter die besten zehn, doch der Durchbruch ließ weiterhin auf sich warten. Den ersten Weltcuppunkt holte er am 26. November 2017 mit Platz 30 im Super-G von Lake Louise. Auch im Europacup begann er im Winter 2017/18 deutliche Fortschritte zu erzielen. So gelang ihm am 23. Februar 2018 mit dem dritten Rang im Super-G im Sarntal der erste Podestplatz in dieser Rennserie, gefolgt von einem weiteren drei Wochen später. Zum Saisonabschluss sicherte er sich die französischen Meistertitel in den Disziplinen Super-G und Kombination. In der Saison 2018/19 konnte sich Allègre endgültig im Weltcup etablieren. Sein bestes Ergebnis in diesem Winter war Platz 13 im Super-G von Beaver Creek am 1. Dezember 2019. In derselben Disziplin fuhr er bei den Weltmeisterschaften 2019 in Åre auf Platz 14.
In der Weltcupsaison 2019/20 fuhr Allègre mit beständiger Regelmäßigkeit in die Punkteränge und erzielte am 29. Dezember 2019 mit Platz sechs in der Kombination von Bormio sein erstes Top-10-Ergebnis, ein weiteres folgte Ende Februar 2020 mit Platz 7 beim Super-G von Hinterstoder. Im Weltcupwinter 2020/21 gelangen ihm erneut drei Platzierungen unter den besten zehn; darunter waren der zehnte Platz in der Abfahrt auf der Streif in Kitzbühel und – trotz Schienbeinschmerzen – der vierte Platz im Super-G von Garmisch-Partenkirchen, als er das Podest um nur acht Hundertstelsekunden verpasste. Die Abfahrt bei den Weltmeisterschaften 2021 in Cortina d’Ampezzo beendete er als Siebtplatzierter.
Eher enttäuschend verlief für ihn hingegen die Saison 2021/22. Nachdem der Winter mit Platz elf im Super-G von Beaver Creek Resort noch ansprechend begonnen hatte, konnte Allègre im weiteren Verlauf nicht mehr das Niveau des Vorjahres halten und hatte sogar Mühe, sich in den Punkterängen zu klassieren. Dennoch nahm er an den Olympischen Winterspielen 2022 in Peking teil, wo er im Super-G Platz 26 erzielte. Eine deutliche Steigerung gelang ihm in der Saison 2022/23, als er sich im Weltcup dreimal unter den zehn klassierte. Den Vorstoß an die Weltspitze schaffte er schließlich in der Saison 2023/24. Nach fünf weiteren Top-10-Platzierungen feierte Allègre am 27. Januar 2024 seinen ersten Weltcupsieg, als er eher überraschend den Super-G von Garmisch-Partenkirchen gewann, vor Guglielmo Bosca und Loïc Meillard. Dies war gleichzeitig seine erste Podiumsplatzierung in einem Weltcuprennen.

## Erfolge

### Olympische Spiele
- Peking 2022: 26. Super-G

### Weltmeisterschaften
- Åre 2019: 14. Super-G
- Cortina d’Ampezzo 2021: 7. Abfahrt, 21. Super-G
- Courchevel 2023: 21. Super-G, 21. Abfahrt
- Saalbach-Hinterglemm 2025: 10. Abfahrt, 17. Super-G

### Weltcup
- 15 Platzierungen unter den besten zehn, davon 1 Sieg:

| Datum           | Ort                    | Land        | Disziplin |
| --------------- | ---------------------- | ----------- | --------- |
| 27. Januar 2024 | Garmisch-Partenkirchen | Deutschland | Super-G   |

### Weltcupwertungen
| Saison  | Gesamt | Gesamt | Abfahrt | Abfahrt | Super-G | Super-G | Kombination | Kombination |
| Saison  | Platz  | Punkte | Platz   | Punkte  | Platz   | Punkte  | Platz       | Punkte      |
| ------- | ------ | ------ | ------- | ------- | ------- | ------- | ----------- | ----------- |
| 2017/18 | 141.   | 10     | –       | –       | 43.     | 10      | –           | –           |
| 2018/19 | 72.    | 83     | 38.     | 26      | 29.     | 37      | 25.         | 20          |
| 2019/20 | 30.    | 243    | 21.     | 93      | 16.     | 89      | 13.         | 61          |
| 2020/21 | 40.    | 209    | 21.     | 98      | 14.     | 111     | –           | –           |
| 2021/22 | 74.    | 91     | 41.     | 23      | 26.     | 68      | –           | –           |
| 2022/23 | 32.    | 243    | 34.     | 85      | 12.     | 158     | –           | –           |
| 2023/24 | 17.    | 394    | 10.     | 201     | 9.      | 193     | –           | –           |
| 2024/25 | 19.    | 369    | 10.     | 193     | 12.     | 176     | –           | –           |

### Europacup
- 6 Platzierungen unter den besten zehn, davon 2 Podestplätze
- Saison 2017/18: 9. Super-G-Wertung

### Juniorenweltmeisterschaften
- Roccaraso 2012: 7. Kombination, 19. Super-G, 23. Slalom, 26. Abfahrt, 33. Riesenslalom
- Québec 2013: 22. Abfahrt, 22. Slalom, 23. Super-G
- Jasná 2014: 10. Super-Kombination, 16. Riesenslalom, 20. Super-G, 24. Abfahrt
- Hafjell 2015: 13. Riesenslalom, 17. Alpine Kombination, 35. Super-G, 37. Abfahrt

### Weitere Erfolge
- 3 französische Meistertitel (Super-G 2018 und 2023, Kombination 2018)
- Winter-Universiade 2013: 5. Abfahrt, 7. Super-G, 14. Riesenslalom
- Winter-Universiade 2015: 12. Slalom
- Europäisches Olympisches Jugendfestival 2011: 5. Riesenslalom
- 1 Podestplatz im South American Cup
- 3 Siege in FIS-Rennen